# Sri-lankische Cricket-Nationalmannschaft in den West Indies in der Saison 2003
Die Tour der sri-lankischen Cricket-Nationalmannschaft in die West Indies in der Saison 2003 fand vom 7. Juni bis zum 29. Juni 2003 statt. Die internationale Cricket-Tour war Bestandteil der Internationalen Cricket-Saison 2003 und umfasste zwei Tests und drei ODIs. Die West Indies gewannen die Test-Serie 1–0, während Sri Lanka die ODI-Serie 2–1 gewann.

## Vorgeschichte
Die West Indies bestritten zuvor eine Tour gegen Australien und Sri Lanka ein Drei-Nationen-Turnier daheim.
Das letzte Aufeinandertreffen der beiden Mannschaften bei einer Tour fand in der Saison 2001/02 in Sri Lanka statt.

## Stadien
Die folgenden Stadien wurden für die Tour als Austragungsort vorgesehen und am 15. Juli 2003 bekanntgegeben.
| Stadt      | Land                           | Stadion            | Kapazität | Spiele      |
| ---------- | ------------------------------ | ------------------ | --------- | ----------- |
| Bridgetown | Barbados                       | Kensington Oval    | 11.000    | 1. & 2. ODI |
| Gros Islet | Saint Lucia                    | Beausejour Stadium | 20.000    | 1. Test     |
| Kingston   | Jamaika                        | Sabina Park        | 20.000    | 2. Test     |
| Kingstown  | St. Vincent und die Grenadinen | Arnos Vale Stadium | 18.000    | 3. ODI      |

## Kaderlisten
Sri Lanka benannte seinen ODI-Kader am 27. Mai und seinen Test-Kader am 9. Juni 2003.
Die West Indies benannten ihren ODI-Kader am 5. Juni 2003.
| Test | Test | ODI | ODI |
| West Indies | Sri Lanka | West Indies | Sri Lanka |
| --- | --- | --- | --- |
| - Brian Lara (K) - Omari Banks - Corey Collymore - Mervyn Dillon - Vasbert Drakes - Fidel Edwards - Daren Ganga - Chris Gayle - Wavell Hinds - Ridley Jacobs (wk) - Marlon Samuels - Ramnaresh Sarwan - Jerome Taylor | - Hashan Tillakaratne (K) - Marvan Atapattu - Kumar Dharmasena - Sanath Jayasuriya - Mahela Jayawardene - Romesh Kaluwitharana (wk) - Kaushal Lokuarachchi - Thilan Thushara - Muttiah Muralitharan - Prabath Nissanka - Thilan Samaraweera - Kumar Sangakkara - Hashan Tillakaratne - Chaminda Vaas | - Brian Lara (K) - David Bernard - Corey Collymore - Mervyn Dillon - Vasbert Drakes - Chris Gayle - Wavell Hinds - Ryan Hurley - Ridley Jacobs (wk) - Daren Powell - Ricardo Powell - Marlon Samuels - Ramnaresh Sarwan - Jerome Taylor | - Marvan Atapattu (K) - Upul Chandana - Kumar Dharmasena - Tillakaratne Dilshan - Dharshana Gamage - Sanath Jayasuriya - Mahela Jayawardene - Romesh Kaluwitharana (wk) - Muttiah Muralitharan - Prabath Nissanka - Kumar Sangakkara - Chaminda Vaas |

## Tour Matches
| 4. Juni Scorecard | St. George’s | Sri Lankans 243-7 (50)           | – | Shell Cricket Academy Invitation XI 128-9 (50) |
|                   |              | Sri Lankans gewinnt mit 115 Runs |   |                                                |

| 14. – 16. Juni Scorecard | Kingstown | Sri Lankans 299 (123.3) | – | West Indies Cricket Board President’s XI 296 (78.5) |
|                          |           | Remis                   |   |                                                     |

## One-Day Internationals

### Erstes ODI in Bridgetown
| 7. Juni Scorecard | Bridgetown | Sri Lanka 201 (48.4)          | – | West Indies 146 (41) |
|                   |            | Sri Lanka gewinnt mit 55 Runs |   |                      |

### Zweites ODI in Bridgetown
| 8. Juni Scorecard | Bridgetown | West Indies 312-4 (50)          | – | Sri Lanka 313-6 (49.3) |
|                   |            | Sri Lanka gewinnt mit 4 Wickets |   |                        |

### Drittes ODI in Kingstown
| 11. Juni Scorecard | Kingstown | Sri Lanka 191 (50)                | – | West Indies 160-4 (36.5/42) |
|                    |           | West Indies gewinnt mit 6 Wickets |   |                             |

## Tests

### Erster Test in Gros Islet
| 20. – 24. Juni Scorecard | Gros Islet | Sri Lanka 354 (143.2) & 123-0 (34) | – | West Indies 477-9d (138.3) |
|                          |            | Remis                              |   |                            |

### Zweiter Test in Kingston
| 27. – 29. Juni Scorecard | Kingston | Sri Lanka 208 (85.4) & 194 (54)   | – | West Indies 191 (53.3) & 212-3 (42.2) |
|                          |          | West Indies gewinnt mit 7 Wickets |   |                                       |

## Statistiken
Die folgenden Cricketstatistiken wurden bei dieser Tour erzielt.
| Tests                | Tests       | Tests   | Tests   | Tests   | Tests   | Tests   | Tests   | Tests   |
| Batting              | Batting     | Batting | Batting | Batting | Batting | Batting | Batting | Batting |
| Spieler              | Mannschaft  | Spiele  | Innings | Runs    | Average | HS      | 100s    | 50s     |
| -------------------- | ----------- | ------- | ------- | ------- | ------- | ------- | ------- | ------- |
| Brian Lara           | West Indies | 2       | 3       | 299     | 149,50  | 209     | 1       | 1       |
| Marvan Atapattu      | Sri Lanka   | 2       | 4       | 211     | 70,33   | 118     | 1       | 1       |
| Wavell Hinds         | West Indies | 2       | 3       | 161     | 53,66   | 113     | 1       | 0       |
| Kumar Sangakkara     | Sri Lanka   | 2       | 3       | 143     | 47,66   | 75      | 0       | 2       |
| Ramnaresh Sarwan     | West Indies | 2       | 3       | 120     | 40,00   | 82      | 0       | 1       |
| Bowling              |             |         |         |         |         |         |         |         |
| Spieler              | Mannschaft  | Spiele  | Overs   | Wickets | Average | BBI     | 5W      | 10W     |
| Corey Collymore      | West Indies | 2       | 63      | 14      | 11,35   | 7/57    | 2       | 0       |
| Muttiah Muralitharan | Sri Lanka   | 2       | 76.4    | 9       | 23,22   | 5/138   | 1       | 0       |
| Fidel Edwards        | West Indies | 1       | 30.4    | 6       | 15,00   | 5/36    | 1       | 0       |
| Prabath Nissanka     | Sri Lanka   | 2       | 42      | 6       | 39,33   | 5/64    | 1       | 0       |
| Chaminda Vaas        | Sri Lanka   | 2       | 66      | 4       | 50,75   | 2/54    | 0       | 0       |

| ODIs                 | ODIs        | ODIs    | ODIs    | ODIs    | ODIs    | ODIs    | ODIs    | ODIs    |
| Batting              | Batting     | Batting | Batting | Batting | Batting | Batting | Batting | Batting |
| Spieler              | Mannschaft  | Spiele  | Innings | Runs    | Average | HS      | 100s    | 50s     |
| -------------------- | ----------- | ------- | ------- | ------- | ------- | ------- | ------- | ------- |
| Brian Lara           | West Indies | 3       | 3       | 194     | 97,00   | 116     | 1       | 1       |
| Marlon Samuels       | West Indies | 3       | 3       | 130     | 130,00  | 56*     | 0       | 1       |
| Upul Chandana        | Sri Lanka   | 2       | 2       | 122     | 61,00   | 89      | 0       | 1       |
| Chris Gayle          | West Indies | 3       | 3       | 115     | 38,33   | 94      | 0       | 1       |
| Romesh Kaluwitharana | Sri Lanka   | 3       | 3       | 102     | 34,00   | 54      | 0       | 1       |
| Bowling              |             |         |         |         |         |         |         |         |
| Spieler              | Mannschaft  | Spiele  | Overs   | Wickets | Average | BBI     | 5W      | 10W     |
| Corey Collymore      | West Indies | 3       | 28.3    | 5       | 24,60   | 3/28    | 0       | 0       |
| Chaminda Vaas        | Sri Lanka   | 3       | 24      | 4       | 18,50   | 2/16    | 0       | 0       |
| Muttiah Muralitharan | Sri Lanka   | 3       | 26      | 4       | 24,00   | 3/17    | 0       | 0       |
| Vasbert Drakes       | West Indies | 2       | 17      | 3       | 30,66   | 2/49    | 0       | 0       |
| Prabath Nissanka     | Sri Lanka   | 2       | 16      | 3       | 31,33   | 2/27    | 0       | 0       |
| Mervyn Dillon        | West Indies | 2       | 19.4    | 3       | 35,00   | 3/39    | 0       | 0       |
| Marlon Samuels       | West Indies | 3       | 25      | 3       | 36,66   | 1/29    | 0       | 0       |

## Player of the Series
Als Player of the Series wurden die folgenden Spieler ausgezeichnet.
| Serie | Player of the Series |
| ----- | -------------------- |
| Test  | Corey Collymore      |
| ODI   | Marlon Samuels       |

### Player of the Match
Als Player of the Match wurden die folgenden Spieler ausgezeichnet.
| Spiel   | Player of the Match  |
| ------- | -------------------- |
| 1. ODI  | Muttiah Muralitharan |
| 2. ODI  | Upul Chandana        |
| 3. ODI  | Marlon Samuels       |
| 1. Test | Brian Lara           |
| 2. Test | Corey Collymore      |